# Distrito de Al Malikiya
El distrito de Al Malikiya (en árabe: منطقة المالكية‎) es un distrito (mantiqah) de la gobernación de Hasaka en Siria. En el censo de 2004 contaba con una población de 189.634 habitantes. La capital del distrito es la ciudad de Al Malikiya. La mayoría de habitantes son kurdos y asirios. Es el distrito más oriental y septentrional de Siria. 

## Divisiones
El distrito de Al Malikiya se divide en 3 subdistritos o Nāḥiyas (población según el censo de 2004):